# بن صهيون موتسافي
بن صهيون موتسافي (بالعبرية: בן-ציון מוצפי) هو حاخام إسرائيلي وُلد في 23 أبريل 1946. يترأس مدرسة «بني صهيون» في القدس.

## فتواه حول عملة 50 شيكل

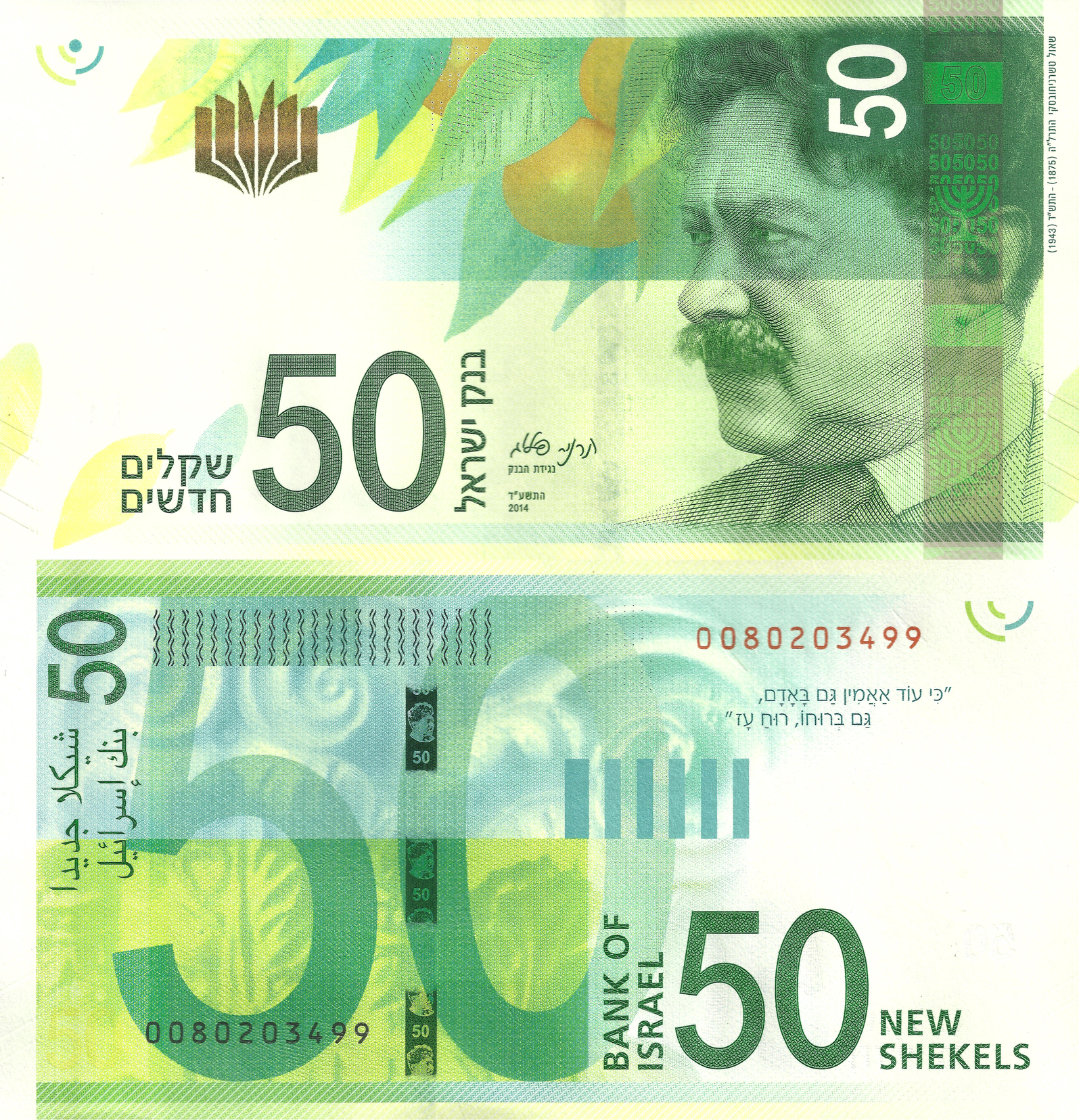
صورة تشرنحوفسكي على عملة 50 شيكل الجديدة

في 3 ديسمبر 2017، أصدر بن صهيون موتسافي حُكمًا مثيرًا حول العملة النقدية 50 شيكل إسرائيلي، حيثُ سحبَ في أحد المُحاضرات أمام طلابه العُمله من جيبه وَوضح لهم أنهُ يُحظر النظر إليها لأنها تحمل صورة الشاعر الروسي اليهودي شاؤول تشرنحوفسكي، حيثُ وضح بن صهيون أنَّ هذا التحريم كان بناءًا على أنَّ «شاؤول كان متزوجًا من امرأة مسيحية مُتدينة كانت تُصلي كل يوم أحد في الكنسية» وقال «إن الحاخام كوك (حاخام كبير جدًا في اليهودية) توسل وطلب مِنها وناشدها وحاول إقناعها باعتناق اليهودية إلا أنها رَفضت»، واعتبر أنَّ قول الحاخام كوك عن الرمبم موسى بن ميمون (الذي عاش مع شابة يهودية) أنه قد ألحقَ «الدمار بأمته» ينطبق على شاؤول.